# Джебран Халиль Джебран
Джебран Халиль Джебран (араб. جبران خليل جبران‎ или جبران بن خليل بن ميخائيل بن سعد جبران‎ Джебран бин Халил бин Михаил бин Саад Джебран; англ. Kahlil Gibran; 6 января 1883 года, Бишари — 10 апреля 1931 года, Нью-Йорк) — ливанский и американский философ

, художник, поэт и писатель. Выдающийся арабский писатель и философ XX века.
Прославившая Джебрана Халиля Джебрана книга — «Пророк» (1923, англ. The Prophet), — вершина философии поэта. Переведена более чем на 100 языков.

## Биография
С детства Джебран Халиль любил уединение, а также мыслить и наблюдать природу в одиночестве. По причине бедности семьи он не получил настоящего образования, посещая только уроки сельского священника, который преподавал ему основы Библии, а также арабского языка. Увидев интерес молодого Халиля к обучению, священник начал его обучать грамоте, истории, науке и языкам.
Когда Халилю Джебрану было 8 лет, его отец был обвинен в уклонении от уплаты налога и получил тюремный срок, а его имущество было конфисковано. Таким образом, его семья оказалась без дома и переехала жить к родственникам. Через некоторое время мать Халиля Джебрана решила иммигрировать в США. Отца писателя освободили в 1894, но он не решился на иммиграцию и остался в Ливане.
В июне 1895 года семья Джебранов прибыла в Нью-Йорк, а затем поселилась в Бостоне. Мать Халиля стала кормильцем в семье, но семья жила в нищете. Благодаря благотворительным организациям, которые занимались образованием детей иммигрантов, Джебран Халиль Джебран стал посещать школу, чего не разрешалось его сёстрам. Именно в школе его полное имя сократили по ошибке, записав его Халилем Джебраном. В этой школе также впервые заметили талант мальчика к рисованию.
Благодаря некоторым сбережениям матери, а также началу работы брата и сестёр финансовое положение семьи начало улучшаться, и Халиль Джебран стал вливаться в бостонское общество. Все больше он начинал знакомиться с культурной жизнью города, а его учителя предвещали ему будущее успешного художника. В это время они наладили контакт с художником Фредом Холландом Деем, который поддерживал начинающих художников и помог в этом и Джебрану. Их знакомство датируется 1896 годом. Дей познакомил Джебрана Халиля с греческой мифологией, мировой литературой, современной литературой и фотографией. Молодой Джебран быстро всему обучался, усовершенствовал технику рисования, зарабатывал на разрабатывании дизайна обложек для книг. С помощью Дея он получил популярность в творческих кругах Бостона. Но семья решила, что ранний успех может негативно на нём сказаться и по общему соглашению Джебран Халиль вернулся в Ливан, чтобы окончить обучение и выучить арабский язык.
Во время учебы в Ливане в бейрутском институте он основал студенческий литературный журнал, а после нескольких лет учебы вернулся в Бостон в 1902 году. За две недели до этого умерла от туберкулёза его сестра Султана, а через год от этой же болезни умер и брат Питер, а за ним от рака умерла мать Джебрана Халиля. Он остался на попечении своей сестры, которая работала в магазине одежды.
В 1908 году Джебран уезжает в Париж для обучения живописи. В Европе проводит два года и знакомится с Юсуфом Хуайеком, который станет другом на всю жизнь. В 1910 году он возвращается в США, переезжая в Нью-Йорк.
За это время Джебран стал известным художником. Его первая выставка состоялась в Бостоне в студии Дея. На этой выставке он встретил Мэри Элизабет Хаскел. Она была на 10 лет старше него, но они подружились, и эта дружба длилась всю жизнь, хотя некоторые биографы утверждают, что у них были романтические связи, но против их брака была семья Хаскелей. Хотя Мэри Элизабет вышла замуж за другого, но она поддерживала его финансово, была его редактором и свела его со многими важными людьми.
Джебран умер в Нью-Йорке в апреле 1931 года в возрасте 48 лет от цирроза печени и туберкулеза. Он не принял американского гражданства, так как очень любил свою родину Ливан. Его последней волей было, чтобы его прах был захоронен в Ливане.

## Творчество
В 1904 году Халиль Джебран начинает писать статьи в арабской газете «Эмигрант» (Al-Mouhajer). Все ранние произведения писателя были на арабском языке, но после 1918 года большинство из них издавалось на английском.
Таким образом, в 1906 году автор издал книгу на арабском языке «Нимфы долины» (Arayis Al-Muruj). В марте 1908 году выходит книга «Мятежные души» (Al-Arwah Al-Mutamarridah). Это сборник из 4 рассказов, которые поднимают социальные вопросы Ливана, такие как эмансипация женщин, смерть как избежание невестой нежеланной свадьбы, жестокость и несправедливость ливанских крупных землевладельцев XIX века.
Первой из его английских книг была «The Madman» (Сумасшедший) (1918), сборник афоризмов и метафор, написанных в библейском стиле и являющихся чем-то средним между поэзией и прозой.
В поэзии Джебрана преобладает формальный стиль и духовные темы. Многие произведения писателя касаются христианства и духовной любви. Но на его творчество повлиял также ислам, иудаизм и суфизм.
На русском языке была издана повесть «Сломанные крылья» (1912). Эта книга повествует о любви глубоко духовных юноши и девушки в Ливане, чьим мечтам о счастье не суждено было сбыться в алчном и несправедливом мире.
Одним из наиболее известных произведений писателя является книга «Пророк» (1923). Книга состоит из 26 поэтических эссе философского характера. Главный герой Пророк-философ покидает край, в котором провёл большую часть жизни, и возвращается на родину. Перед его отплытием многие люди этого поселения приходят, чтобы спросить у него наставлений и выслушать мудрость, которую он постиг. Эти наставления носят жизнеутверждающий и гуманистический характер.
Джебран также написал семь сотен картин, включая портреты его друзей Уильяма Батлера Йейтса, Карла Густава Юнга и Огюста Родена.

## Произведения
на арабском
- Ara’is al-Muruj (Nymphs of the Valley, also translated as Spirit Brides, 1906)
- al-Arwah al-Mutamarrida (Spirits Rebellious, 1908)
- al-Ajniha al-Mutakassira (Broken Wings, 1912)
- Dam’a wa Ibtisama (A Tear and A Smile, 1914)
- The Madman (1918)
- al-Mawakib (The Processions, 1919)
- al-‘Awāsif (The Tempests, 1920)
- The Forerunner (1920)
- al-Bada’i' waal-Tara’if (The New and the Marvellous,1923)

на английском
- The Prophet (1923)
- Sand and Foam (1926)
- Jesus, The Son of Man (1928)
- The Earth Gods (1929)
- The Wanderer (1932)
- The Garden of The Prophet (1933)
- Beloved Prophet, The love letters of Kahlil Gibran and Mary Haskell, and her private journal (1972, edited by Virginia Hilu)
- The Sea

## Переложение произведений
- опера «Крылья», композитор Аарон Харлап, либретто Рути Бат-Ор по повести Джебрана Халиля Джебрана «Сломанные крылья». Премьера 26 января 2005, Тель-Авивский Музей искусств. Вокальные партии: сопрано Ирина Бертман, тенор Йотам Коэн, баритоны Ноах Бригер и Евгений Низнич и бас Моше Фиш.
- По мотивам той же повести был создан сингл Broken Wings рок-группы Mr. Mister.
- Джазовый саксофонист Jackie McLean создал трек «Kahlil the Prophet» в альбоме Destination…Out! (1963) (Blue Note BLP 4165)
- Спектакль
- Слово Пророка. Стихотворный парафраз Ульяны Письменной. На украинском языке. Издательство «Украинский писатель», 2013.
- Мотивами книги «Пророк» навеян коллективный мультфильм «Пророк» (2014 год), в создании которого принимали участие известные режиссёры Билл Плимптон и Томм Мур. Фильм были представлен на Международном кинофестивале в Торонто и Каннском международном кинофестивале.